# Notoro
Notoro (japonsky 能登呂) byl tanker japonského císařského námořnictva z roku 1920, který byl 1924 přestavěn na nosič hydroplánů a 1941 zpět na tanker. Zúčastnil se prvního šanghajského incidentu v roce 1932 a druhé čínsko–japonské války od roku 1937. Na podzim 1941 byl přestavěn zpět na tanker. 9. ledna a 20. září 1943 byl poškozen americkými ponorkami, ale po opravách se vrátil do služby. Dne 29. června 1944 byl zasažen dvěma torpédy z ponorky USS Flasher. Při opravách v Singapuru byl Notoro 5. listopadu 1944 znovu poškozen, tentokrát bombardéry B-29. Do konce války již nebyl opraven a po válce byl pravděpodobně sešrotován.
U japonských jmen je rodné jméno uváděno na prvním místě a rodové jméno na druhém

## Označování letounů operujících zNotoro
Letouny operující z Notoro byly označovány na kýlovce kódem, dle následujícího schématu: [kód Notoro]-[taktické číslo]. Identifikační kód Notoro se v průběhu služby měnil. Po přestavbě na nosič hydroplánů tvořila kód trojice katakanou psaných znaků ノトロ (no to ro). V říjnu 1937 byl kód změněn na 13. V říjnu 1941 byl kód Z1 a v listopadu téhož roku – těsně před přestavbou zpátky na tanker – byl kód změněn na N2.

## SlužbaNotorojako nosiče hydroplánů (1924 až 1941)

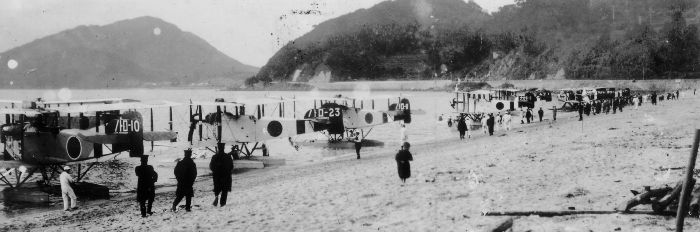
Řada devíti průzkumných hydroplánů typu 14 v roce 1927 na pláži Tonomi (富海), východně od Hófu v prefektuře Jamaguči. Kódy tří hydroplánů nalevo prozrazují jejich příslušnost k Notoro. Jedná se zprava doleva o ノトロ-10, neznámý, ノトロ-23 a ノトロ-11

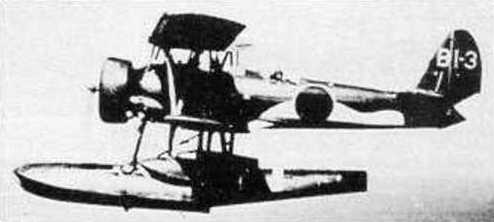
Během druhé čínsko-japonské války operovaly z Notoro hydroplány E8N

Notoro byl druhou jednotkou třídy Širetoko. Byl dokončen jako tanker o nosnosti 8000 tun, ale relativně krátce po dokončení bylo rozhodnuto o jeho přestavbě na nosič hydroplánů. Přestavba byla ukončena 1. června 1924. Notoro mohl jako nosič hydroplánů nést až osm trojmístných průzkumných hydroplánů typu 14 (později označené jako Jokosuka E1Y1; šest operačních a dva rozložené záložní stroje). Notoro neměl katapult – hydroplány startovaly z hladiny, kam je vyložily lodní jeřáby. Po přestavbě mohl Notoro i nadále působit jako tanker. Obdobně byla na nosič hydroplánů přestavěna i jeho sesterská loď Curumi.
Dne 1. prosince 1925 byl Notoro přiřazen ke Spojenému loďstvu.
V září 1931 došlo na Notoro k explozi, která zničila nádrže leteckého paliva a poškodila několik hydroplánů E1Y1.

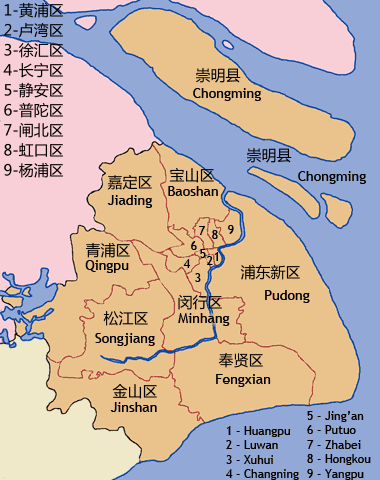
Administrativní členění Šanghaje. Městská čtvrť Čapej je číslo 7

Od počátku roku 1932 se Notoro zúčastnil operací proti Číně (ovšem mimo Spojené loďstvo). Dne 28. ledna připlul Notoro do Šanghaje z Port Arthuru. Napjatá situace v Šanghaji toho dne přerostla první šanghajský incident. V noci z 28. a na 29. ledna svrhly hydroplány z Notoro světlice, kterými měly zaplašit čínskou opozici. Následujícího dne vyslal Notoro – kotvící na řece Jang-c' – několik svých hydroplánů E1Y3 proti cílům v Šanghaji. I přes mlhavé počasí napadly hydroplány cíle v Čapej (ZZ: 闸北 TZ:閘北 Zháběi), pozice dělostřelectva za městem a obrněný vlak na Severním nádraží (上海北站). Nálety si ale vyžádaly i oběti na civilistech, což ještě víc popudilo Číňany.
Dne 11. května 1932 byl Notoro opět přiřazen ke Spojenému loďstvu a 25. května došlo k obměně letového parku, který doplnily třímístné hydroplány E5K/E5Y.
Dne 2. října 1937 přijal Notoro druhou polovinu hydroplánů E8N2 z 23. průzkumné jednotky, kterou k jihočínským břehům dopravila zásobovací loď ponorek Taigei.
Dne 24. února 1938 se Notoro nacházel u jihočínských břehů. Ráno onoho dne vyslal Notoro pět svých E8N2, ke kterým se přidalo osm E8N2 z Kinugasa Maru k útoku na Nan-siung (na severu provincie Kuang-tung). Některé E8N2 nesly pumy a některé letěly vyzbrojené pouze svými kulomety jako doprovod. Nad cílem se E8N utkaly s dvanácti Gladiatory Mk. I od 28. a 29. čungtuej (中隊, zhongdui ~ squadrona) 5. tatuej (大隊 dàduì ~ letecká skupina/pluk) čínského letectva. E8N se ukázaly být nesnadnou kořistí. Během souboje bylo několik E8N poškozeno, přičemž dva (z toho jeden z Notoro, jehož posádka zahynula) havarovaly na zpáteční cestě. Další poškozený E8N2 „13-1“ z Notoro, který byl zasažen celkem 138–krát, se vrátil s mrtvým pozorovatelem na palubě a byl odepsán po nouzovém přistání. Rovněž ještě jeden E8N se vrátil s mrtvým členem posádky. Notoro tak celkem přišel o pět mrtvých členů posádek a dva E8N. Číňané přišli během souboje o dva Gladiatory (č. 2902 a 2808) i s piloty.
Dne 24. července 1938 poskytoval Notoro spolu s nosičem Kamikawa Maru leteckou podporu kurské 5. kaigun tokubecu rikusentai (海軍特別陸戦隊 ~ Speciální námořní vyloďovací jednotka), která se vyloďovala na břehu řeky Jang-c'. Mezi 12. a 25. říjnem pak Notoro spolu s nosičem hydroplánů Kamoi a letadlovými loděmi Kaga, Sórjú a Rjúdžó podporoval japonskou ofenzívu v provincii Kuang-tung, během které 21. října padl Kanton.

## SlužbaNotorojako tankeru (1941 až 1945)

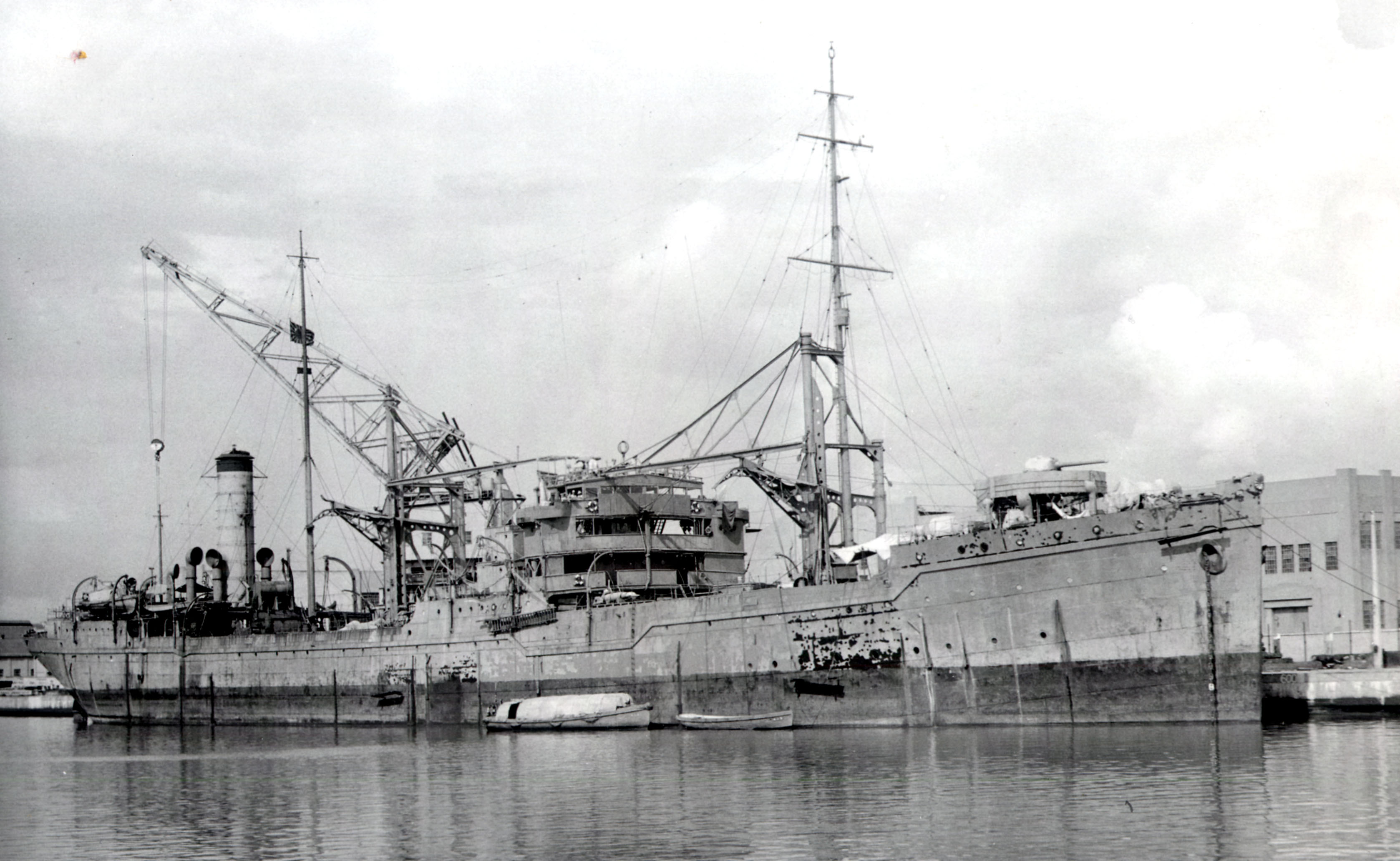
Notoro 28. března 1943 během oprav v Singapuru již po přestavbě zpět na tanker

Vzhledem k plánované invazi do jihozápadního Pacifiku vyvstala pro císařské námořnictvo potřeba zajistit dopravu ropy z budoucích obsazených území Holandské východní Indie do Japonska. Notoro byl proto během listopadu a prosince 1941 přestavěn zpět na tanker.
Notoro se za války pohyboval mezi Japonskem a japonskými základnami v jihozápadním Pacifiku a Indickém oceánu. Dne 9. ledna 1943 se Notoro stal terčem útoku ponorky USS Gar: v Makassarském průlivu ho zasáhla nejméně dvě ze tří odpálených torpéd. Tanker ale dokázal doplout do Balikpapanu na Borneu, kde byly provedeny nejnutnější opravy. Poté pokračoval k dalším opravám do Singapuru, kam dorazil 31. ledna.
Dne 26. května 1943 vyplul v rámci konvoje 4526 z Truku. Konvoj mířil do Jokosuky, ale cestou byl 3. června napaden ponorkou USS Salmon. Všech sedm vystřelených torpéd minulo a konvoj 5. června doplul do Jokosuky.
Dne 20. září 1943 vyplul Notoro z Truku v rámci dalšího konvoje (tentokrát 4920) do Japonska. Po vyplutí byl ale Notoro ve 23:00 západně od Truku zasažen jedním torpédem z ponorky USS Haddock a vrátil se zpět na Truk. Opravy trvaly do 24. ledna 1944.
Večer 25. června 1944 vyplul Notoro v rámci konvoje MISHI-03 z Miri na Borneu do Singapuru. Večer 28. června konvoj zpozorovala ponorka USS Flasher, která zaútočila po půlnoci na 29. června. Ze tří torpéd vystřelených na Notoro zasáhla tanker dvě nebo všechna tři a Notoro se zastavil. Odpoledne 30. června byl Notoro dovlečen do Singapuru, ale opravy probíhaly pomalu. Loď byla navíc 5. listopadu těžce poškozena v doku během náletu 53 B-29 a následně vyřazena ze služby. Do konce války byla používána jako plovoucí zásobník paliva. V roce 1947 byl Notoro buďto sešrotován, nebo potopen jako vlnolam.
Dne 3. května 1947 byl Notoro vyškrtnut ze seznamu lodí japonského námořnictva.